# Malédiction de Mysore
 (décembre 2024).
La malédiction de Mysore est une croyance populaire sur la famille Wodeyâr, une famille qui avait autrefois dirigé le royaume de Vijayanagara, correspondant aujourd'hui au sud de l'Inde. La reine de la dernière dynastie, Alamelamma, épouse du roi Tirumalaraja, aurait jeté une malédiction sur ces derniers. 
En 1612, Raja Wodeyâr a pris le contrôle de Mysore, situé à Vijayanagara, après avoir détrôné le roi Tirumalaraja, qui était malade. La reine Alamelamma avait essayé de s'enfuir à Talakadu, une ville proche du fleuve Kaveri, avec ses ornements royaux. Toutefois, voulant récupérer ses ornements royaux, les soldats du Raja Wodeyâr la rattrapèrent. Elle sauta dans une rivière tout en maudissant Raja Wodeyâr et sa famille : «Que Talakadu devienne du sable et soit aride ; que Mālangi devienne un tourbillon ; que les Rājas de Mysore ne parviennent pas à engendrer des héritiers. » Depuis lors,  on pense que la terre fertile de Talakadu est devenue une ville désertique et aride et qu'un tourbillon s'est développé dans la Kaveri.
Cet évènement a servi d'explication pour donner une raison au fait que les rois Wodeyâr n'avaient eu d'enfants mâles qu'une fois toutes les deux générations. Pour avoir une descendance et faire prospérer leur dynastie, de nombreux rois et reines Wodeyâr ont eu recours à l'adoption en adoptant des personnes de leur famille.
De plus, les Wodeyâr ont continuellement essayé de plaire à Alamelamma au fil des ans, allant jusqu'à lui rendre un culte en la considérant comme déité et ayant même installé sa statue au palais de Mysore pour tenter de conjurer la malédiction mais tout cela a été vain,. 
Yaduveer Krishnadatta Chamaraja Wodeyâr et sa femme, Trishika Kumari ont donné naissance à un fils en bonne santé en 2017 : Aadyaveer Narasimharaja Wodeyâr, qui semble avoir mis fin à la malédiction. 